# Kamendin (Zemun)
Ne doit pas être confondu avec Kamendin (Novi Sad).
Kamendin (en serbe cyrillique : Камендин) est un quartier de Belgrade, la capitale de la Serbie. Il est situé dans la municipalité urbaine de Zemun.

## Emplacement
Kamendin est situé au nord-ouest de la municipalité de Zemun. Le quartier est bordé par celui de Zemun polje à l'ouest ; il s'étend vers le nord en direction de Batajnica et, au sud-est, il forme une continuité urbaine avec les zones industrielles de Nova Galenika et de Goveđi brod.

## Caractéristiques
Le quartier a été conçu comme une extension occidentale de Zemun polje, dans l'idée d'établir une continuité urbaine entre Zemun et Batajnica. C'est un quartier résidentiel constitué de petits immeubles ; il dispose de nombreux logements sociaux destinés aux réfugiés roms.

## Transports
Le quartier est desservi par les lignes de bus 704 (Zeleni venac – Zemun polje), 707 (Zeleni venac – Mala pruga – Zemun polje) et 708 (Novi Beograd Blok 70a - Plavi horizonti - Zemun polje) de la société GSP Beograd.